# 亨利·克勞威爾
亨利·帕森斯·克勞威爾（英語：Henry Parsons Crowell，1855年—1944年），是一位美國商人和慈善家，同時也是桂格燕麥公司的創辦人。

## 生涯
克勞威爾是桂格燕麥公司的創辦人，他以幫助美國人改善飲食習慣而聞名，同時也創造了營銷和銷售的新方法。除此之外，克勞威爾的大部分時間都投入在商業和慈善事業中。他長達40年的時間裡一直擔任慕迪聖經學院董事會主席。此外，克勞威爾和他的妻子的信託聲明謹慎地指出，他們的自由裁量信託的目的是資助福音派基督教教義的教學和積極擴展。

## 遺產和貢獻
克勞威爾慷慨地將超過70%的財產捐贈給了克勞威爾信託。慕迪聖經學院以他的名字命名，這是對他在宗教教育領域的巨大貢獻的一種表彰。人們一致認為，他是20世紀初美國最受尊敬的基督教商人之一。

## 有關傳記
| 出版日期 | 書名                                   | 作者                | 出版社              | ISBN               |
| 1997年   | 穀物大亨                               | 穆瑟，喬            | 芝加哥， 穆迪出版商 | ISBN 0-8024-1616-0 |
| 1946年   | 早餐桌獨裁者亨利·帕森斯·克羅威爾的生平 | 理查德·埃爾斯沃思天 | 芝加哥， 穆迪出版商 |                    |

## 延伸閱讀
- 穆瑟，喬 (1997) 穀物大亨 穆迪出版社 ISBN 0-8024-1616-0，第 3 頁，154。
- 喬·穆瑟 (2002-10-01) 穀物大亨：亨利·帕森斯·克羅威爾的傳記 穆迪出版社 ISBN 0-8024-1616-0。
- 蓋茲，基因 (1986)。 慕迪聖經學院的故事（第二版）美國伊利諾伊州芝加哥：穆迪出版社 第 56 頁

## 外部連結
- 慕迪聖經學院 （页面存档备份，存于）